# Andrew Buchanan (köpman)
Andrew Buchanan, född 29 januari 1691,[källa behövs] död 20 december 1759, var en skotsk köpman. 
Buchanan drog nytta av Treaty of Union, som gav Skottland tillträde till de engelska kolonierna och samlade en förmögenhet genom ägandet av tobaksplantager i Virginia. Han förvärvade också avsevärda egendomar i Glasgow. Buchanan utnämndes till Lord Provost of Glasgow 1740. Trots att han inte stödde jakobiternas sak ledde han en delegation av framstående medborgare som mötte Charles Edward Stuart och lyckades sänka det belopp som stadsborna måste betala för att Glasgow skulle kunna undgå rasering.